# Henry Jackson Society
La Henry Jackson Society (HJS) est un think tank concernant la politique étrangère transatlantique ainsi que la politique de sécurité nationale, basé au Royaume-Uni. Tandis que le groupe de réflexion se décrit lui-même comme étant apolitique, ses perspectives ont été qualifiées de droite, néolibérales, et néoconservatrices,,,,,. La Société s'identifie avec une "stratégie prospective" afin de répandre la démocratie ainsi que les valeurs libérales dans le monde entier. Le think tank est célèbre pour ses rapports sur l'extrémisme islamiste et l'extrême droite,. La Société porte le nom du sénateur américain démocrate Henry M. Jackson. Le journaliste politique américain Michael Allen qualifie la société en tant que "groupe apolitique réunissant des personnalités du centre-gauche, du centre-droite ainsi que des personnalités indépendantes se tenant à l'héritage de Jackson concernant la 'géopolitique démocratique.'" 

## Histoire
La Société a été fondée le 11 mars 2005 par des étudiants ainsi que des universitaires de Cambridge. Elle porte le nom d'Henry M. Jackson, un sénateur américain démocrate ayant tenté de se présenter à l'Élection présidentielle américaine de 1976. Jackson soutint la politique de type « New Deal » au sein du pays et prôna une forte politique anticommuniste à l'étranger. Il s'opposa à une détente avec l'union soviétique. Jackson a largement été respecté des républicains, et ainsi Jackson devint un symbole de la tendance bipartite. Les républicains tel que Paul Wolfowitz préfère se faire appeler "Républicain de Jackson" plutôt que néoconservateur. Il organise des meetings avec les conférenciers dans la Chambre des Communes. En 2017, la société fut décrite comme faisant la promotion d'une politique étrangère interventionniste dans le but de protéger la démocratie ainsi que les droits humains. 

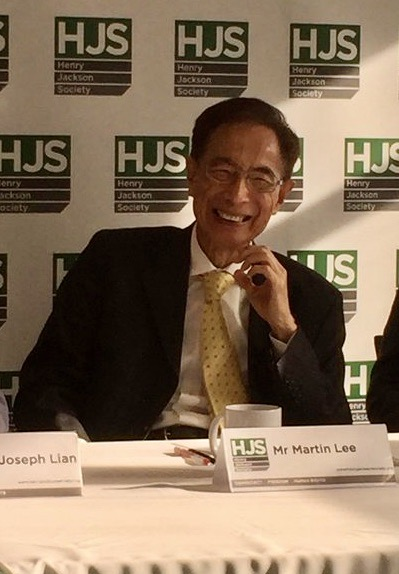
Martin Lee, un avocat, parlant au séminaire conjoint Henry Jackson Society-Hong Kong Watch à Londres en septembre 2018.

En 2006, la Société travailla à la révélation du profil des Arabes du Khuzestan, prétendant qu'ils étaient oppressés par le gouvernement iranien. 
En 2011, la Henry Jackson Society fusionna avec le Centre for Social Cohesion (CSC), un think tank considéré par certains comme ayant des opinions islamophobes. L'écrivain Douglas Murray devint également membre de la Henry Jackson Society en 2011. La fusion et les vues de Murray ont été contestées par certains membres de la Henry Jackson Society, dont Marko Attila Hoare. Hoare quitta la HJS en 2012, à la suite de ce qu'il qualifia d'opinions islamophobes et anti-migratoires de Murray. 
Après la fusion, les individus ayant fait un don à la CSC devinrent une source de revenus importante pour la HJS.
En 2013, le président de la HJS soumit au parlement britannique que la Grande-Bretagne devrait considérer d'intervenir militairement dans les conflits en amont (par opposition au « dernier recours ») et que l'intervention "est ce que nous faisons et ce que nous sommes".
En 2014, lorsque le média d'information d'extrême droite Breibart se développa au Royaume-Uni, son rédacteur en chef était le membre de la Henry Jackson Society Raheem Kassam,.

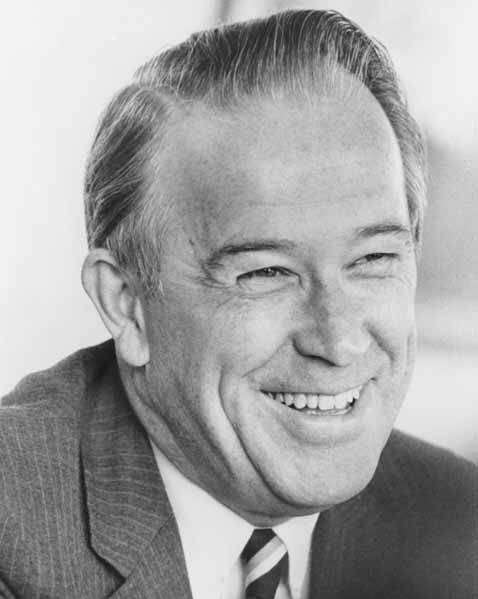
Henry M. Jackson, sénateur démocrate américain, dont le think tank porte le nom

En 2015, l'homme politique américain Bobby Jindal parla lors d'un événement de la HJS prétendant que les musulmans ont établi des "zones interdites" où ils imposent la charia. 
Ayant été fondée à l'Université de Cambridge, l'organisation a plus tard été délocalisée à Londres. 
En juin 2020, le premier ministre britannique Boris Johnson annonça que le Département du Développement international britannique fusionnerait en Bureau des Affaires étrangères et du Commonwealth. Le plan avait premièrement été avancé dans un rapport publié en 2019 par la Henry Jackson Society, pour lequel Boris Johnson avait rédigé la préface,. 

## Idéologie initiale
La Henry Jackson Society a été fondée sur la croyance que la Grande-Bretagne avait besoin de prendre un rôle davantage actif et affirmé sur la scène mondiale. Elle fut critique de la présidence de Bill Clinton, qui, selon le point de vue de la HJS, ne faisait pas usage de son pouvoir militaire et économique afin de changer le comportement des autres. Tel que le pensait la HJS "seuls les états libéraux démocrates modernes sont réellement légitimes", la HJS fut également critique des Nations Unies, ainsi que d'autres organisations multinationales permettant l'adhésion de pays n'étant pas "libéraux démocrates modernes". Selon la HJS, si l'Union Européenne devait opérer militairement, elle devrait intégrer l'Organisation du traité de l'Atlantique nord, puisque cela donnerait aux États-Unis un droit de veto, une chose qu'une force purement européenne ne ferait pas. 
Parmi les premiers membres et soutiens de la HJS, nous retrouvons les conservateurs Michael Gove et Ed Vaizey. Michael Gove écrivit des documents en faveur d'Israël, affirmant qu'Israël était légitime de saisir le territoire arabe. Gove estima aussi que le Royaume-Uni n'avait point besoin d'attendre le feu vert des Nations Unis afin d'envahir l'Irak, étant donné que le Royaume-Uni est une démocratie tandis que l'UNSC donne le veto aux pays non démocrates.

## Structure et projets
La Société produisit un large éventail de rapports et d'articles de recherche, avec une récente attention sur l'impact du COVID-19 sur les libertés civiles, les critiques de l'extrême droite au sein des démocraties occidentales ainsi que la possible réponse légale de la culpabilité de la Chine concernant le COVID-19. D'autres zones de recherche comprennent l'extrémisme islamiste ainsi que le terrorisme islamiste, les mesures répressives sur les droits humains et la démocratie, ainsi que les différents aspects de la politique étrangère et de la défense,,.

## Critiques
Le think tank a été décrit par The Herald comme ayant des tendances de droite et néoconservatrices, bien qu'il se positionne lui-même comme apolitique. Le The Australian Financial Review, lui, le qualifie de néolibéral.
Les discussions du think tank concernant le Moyen-Orient et l'Islam ont mené certaines organisations médiatiques à critiquer la Société en raison d'un programme perçu comme islamophobe. Marko Attila Hoare, un ancien membre, cita les raisons liées à son départ et le chef du parti travailliste écossais Jim Murphy a été exhorté, en 2015, à couper contact avec la Société,. 
Selon un rapport de la Fondation Cordoba en 2015, "La politique de droite est apparente non seulement dans les idées que promeut la Henry Jackson Society, mais elle ressort également distinctement à l'examen de ses fondateurs."
Le Muslim Council of Britain critiqua la Société en 2017 pour avoir réalisé "des références indirectes aux insultes habituelles lancées contre les musulmans : que les musulmans ne s'intègrent pas, ne font pas partie intégrante de la société britannique, et qu'ils sont donc susceptibles d'être des terroristes."
Le cofondateur Matthew Jamison, travaillant désormais pour YouGov, rédigea en 2017 qu'il eut honte d'avoir fait partie de la Henry Jackson Society, n'ayant jamais imaginé qu'elle puisse devenir "un groupe de propagande raciste d'extrême droite, profondément islamophobe, visant à salir d'autres cultures, d'autres religions, ainsi que d'autres groupes ethniques." Il déclara que "La HJS, depuis de nombreuses années, a diabolisé sans relâche les musulmans et l'islam." 
En 2020, la Société paya les dommages de la chaîne éducative musulmane du Royaume-Uni Huda Television Ltd, l'ayant confondu avec une chaîne égyptienne du même nom, Huda TV, qu'elle accusa de "programme radical" et hébergeant un contenu extrémiste islamiste.
Facebook s'associa à la Société et en parla publiquement. Leur porte-parole déclara :
« Notre collaboration avec des groupes comme la Henry Jackson Society est essentielle pour aider le secteur à comprendre et à progresser sur ces enjeux importants. C'est grâce à des collaborations comme celles-ci, ainsi qu'avec les gouvernements, les universitaires et d'autres entreprises, par l'intermédiaire du Forum mondial de l'Internet contre le terrorisme, que nous améliorons notre capacité collective à empêcher les terroristes et les extrémistes violents d'exploiter les plateformes numériques. »

## Déclaration des principes

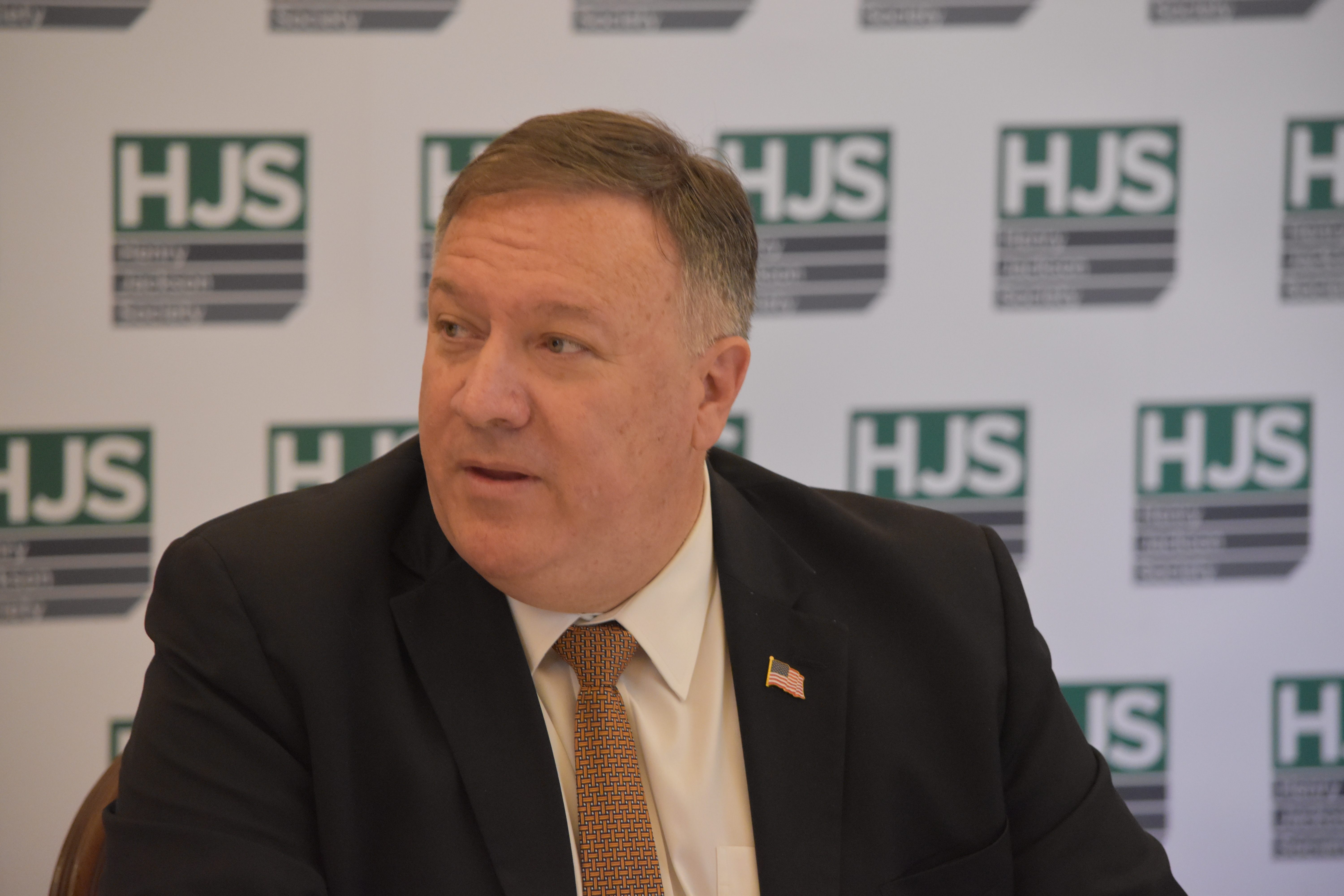
Le Secrétaire d'État américain Mike Pompeo parlant à un événement de la Henry Jackson Society en soutien à la décision du Royaume-Uni de sécuriser les réseaux de données, le 21 juillet 2020

La Henry Jackson Society exprima sa déclaration de principes pour la première fois le 11 mars 2005, deux années après la guerre d'Irak. 
1. Croire que les démocraties libérales modernes donnent un exemple auquel le reste du monde doit aspirer.
2. Soutenir une « stratégie prospective » afin que ces pays n'étant pas encore libéraux ni démocratiques le deviennent.
3. Soutenir l'entretien d'une armée forte, par les États-Unis, les pays de l'Union européenne et d'autres puissances démocratiques, dotée de capacités expéditionnaires avec une approche globale, qui pourra protéger nos terres des menaces stratégiques, déjouer les attaques terroristes, et prévenir le génocide ou le nettoyage ethnique massif.
4. Soutenir l'avancement nécessaire de la modernisation ainsi que l'intégration militaires européennes sous direction britannique, de préférence au sein de l’OTAN.
5. Souligner l'importance de l'unité entre les grandes démocraties mondiales, représentées par des institutions tel que l'OTAN, l'Union Européenne, et l'OCDE, parmi tant d'autres.
6. Croire que seuls les états démocratiques libéraux modernes sont réellement légitimes, et que les déclarations politiques ou relatives aux droits de l'homme de toute organisation internationale ou régionale qui admet des États non démocratiques manquent de la légitimité à laquelle ils auraient droit si tous leurs membres étaient démocrates.
7. Encourager le capitalisme. Il y a des limites au marché, ayant besoin de servir la Communauté Démocratique et devrait se rapprocher de l'environnement.
8. Accepter que nous devons établir des priorités et que parfois nous devons faire des compromis, mais insiste sur le fait que nous ne devrions jamais perdre de vue nos valeurs fondamentales. Cela signifie que les alliances avec des régimes répressifs ne peuvent qu'être temporaires. Cela signifie également un fort engagement aux libertés individuelles et civiles au sein des états démocratiques, y compris et surtout lorsque nous sommes attaqués.

Selon la Henry Jackson Society, les signataires initiaux de la déclaration de principes furent :

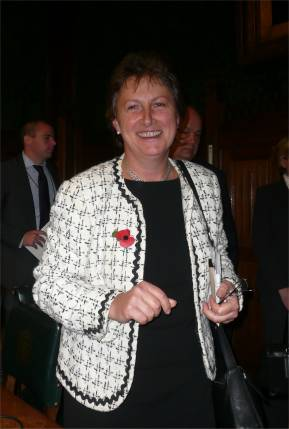
Gisela Stuart, député de longue date du Parti travailliste, est l'une des signataires de la déclaration de la Henry Jackson Society et siégea à son conseil d'administration.

- Gisela Stuart, député de longue date du Parti travailliste, est l'une des signataires de la déclaration de la Henry Jackson Society et siégea à son conseil d'administration.Les membres du Parlement Michael Ancram, Michael Gove, Edward Vaizey, David Willetts, Denis MacShane, Fabian Hamilton, Gisela Stuart
- Les anciens membres du Parlement David Trimble, Jackie Lawrence, Greg Pope
- L'ancien soldat Tim Collins
- Richard Dearlove, l'ancien chef du Secret Intelligence Service
- L'économiste américain Irwin Stelzer
- Oliver Kamm, journaliste au The Times
- Les patrons internationaux Richard Perle, William Kristol
- L'ancien directeur central du renseignement James Woolsey
- Vytautas Landsbergis, homme d'État lituanien

## Financement
La Henry Jackson Society est une association caritative déclarée en Angleterre ainsi qu'au Pays de Galles et reçoit le soutien financier de dons privés et d'organismes subventionnaires qui soutiennent son travail.
Les revenus de la Société augmentèrent considérablement entre 2009 et 2014, passant de £98,000 à £1.6 million par an,. Il a été signalé qu'Edward Atkin, l'entrepreneur retraité en soins aux bébés, réalisa des dons via son association caritative totalisant £375,000 entre 2011 et 2013. Le philanthrope Stanley Kalms donna £100,000 à la Société. Nina Rosenwald, une activiste ayant soutenu la campagne d'Henry M. Jackson du parti démocrate dans les années 1970, fit don de $10,000 via les Amis Américains de la Henry Jackson Society. En 2017, The Times écrivit que la Société fut payée £10,000 par mois par l'embassade japonaise à Londres afin de diffuser une campagne sinophobe. La campagne disait que cela visait à planter les problèmes du Japon concernant la Chine au sein des journaux britanniques The Sunday Times, The Daily Telegraph, The Guardian et The Economist.
Le Bureau de l'Intérieur britannique paya la Société plus de £83,000 entre 2015 et 2017 dans le but de produire un compte-rendu concernant les rapports britanniques au terrorisme islamiste.
En 2009, la Société devint le secrétatriat de deux groupes parlementaires multipartites, celui pour la Sécurité Transatlantique et Internationale, présidé par Gisela Stuart, ainsi que celui pour la Sécurité Intérieure, présidé par Bernard Jenkin. À l’époque, les organisations à but non lucratif agissant en tant que secrétariat devaient, en matière de transparence, révéler les donateurs corporatifs ayant donné £5,000 ou plus à l'organisation. En 2014, à la suite d'une requête, la Société refusa de dévoiler cette information et renonça à sa position, afin de se conformer au règlement. La Commissaire parlementaire aux normes, Kathryn Hudson, confirma une plainte contre ces groupes parlementaires multipartites, mais remarqua que la Société avait déjà renoncé, et sa non-fourniture de services de secrétariat par conséquent "semble avoir pris effet" comme le prévoient les règles,,. L'affaire a été close sans qu'aucune mesure ne soit prise, et les groupes parlementaires multipartites se dissolurent eux-mêmes en même temps que la dissolution parlementaire en mars 2015. Par la suite, les règles des groupes parlementaires multipartites changèrent afin que seules les organisations à but non lucratif fournissant des services aux APPG d'une valeur supérieure à 12 500 £ doivent déclarer les donateurs d'entreprise.